# دریایی‌ها (مجموعه تلویزیونی)
دریایی‌ها یک مجموعه تلویزیونی محصول سال ۱۳۸۱ به کارگردانی سیروس مقدم، نویسندگی سید سعید رحمانی، علیرضا کاظمی‌پور، شعله نیک روش و تهیه‌کنندگی مسعود رسام و مهران رسام می‌باشد که در ۲۶ قسمت ۴۵ دقیقه‌ای از شبکه پنج پخش شد.

## بازیگران
- پژمان بازغی
- مریلا زارعی
- پروانه معصومی
- رضا عطاران
- مرجان شیرمحمدی
- مهدی فتحی
- داریوش ارجمند
- نعیمه نظام‌دوست
- کیوان خسرومرادی